# The Phantom (película)
The Phantom (El Fantasma en Hispanoamérica y The Phantom (El hombre enmascarado) en España) es una película estadounidense del género de aventuras dirigida por Simon Wincer y protagonizada por Billy Zane y estrenada en 1996. Está basada en el personaje de cómic The Phantom.

## Sinopsis
Es el año de 1938. En la selva de Bengala todos respetan a un misterioso enmascarado conocido como El Fantasma que camina, el cual impone la ley de la justicia. De pronto esa tranquilidad se ve amenazada al enfrentarse a una Hermandad de Piratas que busca apoderarse de tres calaveras dotadas de excepcionales poderes, con las cuales estarían en posibilidad de someter al mundo entero a su voluntad. 
La historia comienza cuando una expedición llega a la isla de Bengala, buscando las míticas calaveras de Tuganda. Juntándolas, tendrían un poder desconocido, inmenso, pero que también podría destruir la humanidad. Y eso es exactamente lo que el despiadado magnate Xander Drax tiene en mente, a menos que alguien pueda detenerle. Pero la maldad y la codicia van a enfrentarse con El Hombre Enmascarado. 
Mientras el temible villano Xander Drax intenta reunir unas reliquias de incalculable poder, una leyenda viviente va tras sus pasos. Se trata de El Fantasma, un justiciero de la selva de quien se dice que no envejece y que nada puede matarlo. Será su tarea evitar que Drax y sus secuaces pongan sus manos encima de las reliquias. Así es que tendrá que viajar a Nueva York para detener a los criminales, encontrando en la aventura a la mujer de su vida.

## Reparto
- Billy Zane: The Phantom/Kit Walker. Heredero de la máscara y el legado de El Fantasma.
- Kristy Swanson: Diana Palmer.
- Treat Williams: Xander Drax
- Catherine Zeta-Jones: Sala
- James Remar: Quill